# Le Grange Trino
L'U.S.D. Lupetti Bianchi Trino è una squadra calcistica di Trino. Milita nel campionato di Promozione.

## Storia
L'Unione Sportiva Dilettantistica Le Grange, è nata il 30 Luglio 2006 con sede legale in Livorno Ferraris (VC), in via Cesare Battisti 100.
Gli elementi costitutivi sono stati in primis U.S. Fontanetto Palazzolo, nato nel 2003 dalla fusione fra Fontanettese e Pro Palazzolo, e l'U.S. Livorno Ferraris Calcio, storico sodalizio nato nel 1926. A queste realtà si è poi subito aggiunto il gruppo dirigenziale dell'A.S. Trino Calcio, nato nel 1910: il suo settore giovanile è così diventato in pochissimo tempo il sodalizio rappresentativo di Livorno Ferraris, Fontanetto e Trino, il territorio delle Grange, ovvero le cascine, tipiche costruzioni rurali della zona.
Tale settore giovanile, lungi dall’essere esclusivamente somma algebrica dei tre paesi, ha offerto in questi anni ai ragazzi di molti centri del territorio delle grange vercellesi, fra i quali Palazzolo Vercellese, Tricerro, Ronsecco, una concreta possibilità di praticare il gioco del calcio nella loro zona, in adeguate strutture, usufruendo dell’insegnamento di validi istruttori.
Dal 2009 il campo di gioco della prima squadra è stato spostato da Livorno Ferraris a Trino per usufruire della nuovissima struttura di via Adamello, con due campi in sintetico ed otto spogliatoi. L'U.S.D. Le Grange ha operato in tutte le categorie del calcio giovanile, partecipanti ai vari campionati organizzati dalla F.I.G.C.
Nelle stagioni 2011-2012 e 2012-2013 la prima squadra vince in successione i campionati di seconda e Prima Categoria, acquisendo una posizione di rilievo nel panorama del calcio dilettantistico vercellese.
Dalla stagione 2013-2014, la società ha cambiato la sua denominazione in U.S.D. L.G. Trino, assorbendo, oltre al nome, più di 100 anni di storia calcistica, spesso travagliata, ma ricca di grande fascino.
Nella stagione 2021-2022 milita in Eccellenza Piemonte, inserita nel girone A. Stagione che poi vide la squadra retrocedere in Promozione dopo la sconfitta ai Play Out di Eccellenza contro il Verbania Calcio.
Nel 2024-2025 la società viene rifondata in seguito alla fusione con la società Lupetti Bianchi Stroppiana, viene rinominata in Lupetti Bianchi Trino (L.B. Trino) e partecipa al campionato di Promozione.

## Palmarès

### Competizioni regionali
- Eccellenza: 1

2000-2001 (girone B)
- Promozione: 1

1999-2000 (girone D)
- Prima Categoria: 1

1981-1982 (girone F)
- Prima Divisione: 1

1953-1954 (girone B)
- Campionato italiano di terza divisione: 1

1923-1924 (girone B)